# Zurracapote
El zurracapote (a veces abreviado como zurra) es una bebida consistente en una mezcla que toma como base el vino tinto o clarete, al que se añaden principalmente melocotón y limón aparte de otras frutas diferentes al gusto como naranjas además de azúcar y canela, dejándose macerar durante varios días. En algunos casos se cuece la mezcla en vez de dejarla macerar para acelerar el proceso. El resultado es una bebida de contenido alcohólico medio. 

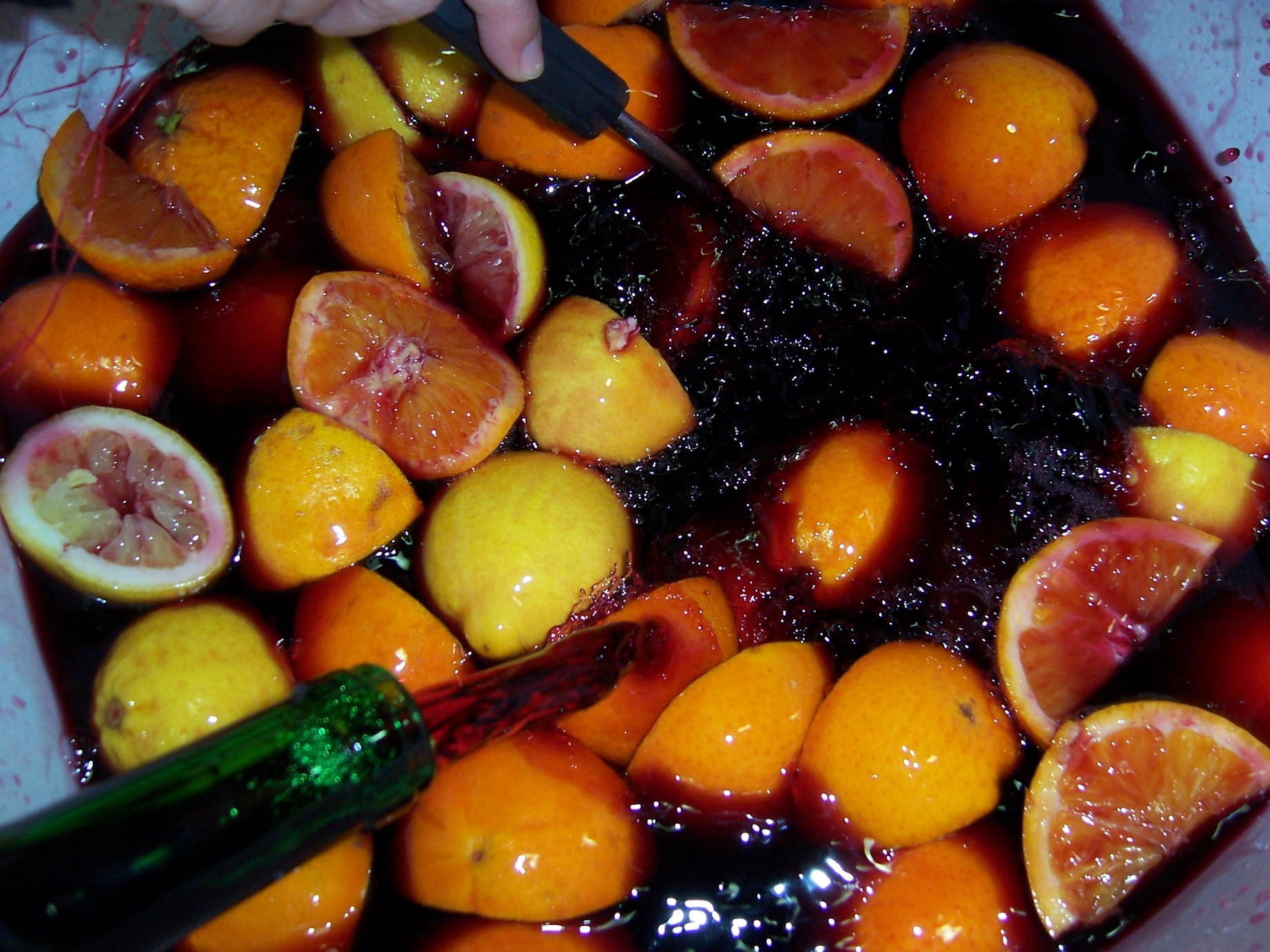
Preparando zurracapote.

Es una bebida típica y originaria de La Rioja, también consumida en otros lugares, principalmente del norte español, como Navarra, el País Vasco y algunas partes de Castilla y León, entre otros.
Suele consumirse en las fiestas de las localidades, así como en Semana Santa.

## Particularidades locales
En La Rioja y localidades limítrofes de Castilla y León, como Pradoluengo, Miranda de Ebro, Cerezo de Río Tirón, se elabora en Semana Santa en hogares, bares, y peñas. Además es habitual encontrarlo en las fiestas de los pueblos. 
En la zona de Pinares entre Burgos y Soria, en todos los municipios desde Palacios de la Sierra en Burgos hasta pasados Vinuesa o Cabrejas del Pinar en Soria se puede probar Zurracapote gratuito en las fiestas mayores de cada localidad. Dependiendo de la Peña, se tendrá que dejar bote o no y se puede tomar en chupitos, en cachis o directamente del porrón; algunos porrones tienen formas fálicas y grotescas, como en Vilviestre del Pinar. 
También se realizan concursos entre peñas al mejor zurracapote. Por ejemplo en Calahorra las seis peñas de la ciudad participan en un concurso para elegir el mejor zurracapote de las fiestas y realizan un concurso de bebedores de porrón para demostrar las habilidades artísticas de los participantes.
También en La Rioja se puede probar entrando a los diferentes chamizos de peñas y partidos políticos, solamente a cambio de la voluntad. 
Parecido al zurracapote es la limonada de vino, una bebida realizada con vino rebajado con agua (dependiendo de la receta), limón, azúcar y canela. Es tradicional servirla durante la Semana Santa en provincias como León, Ávila, Segovia o Soria. En León se utiliza la expresión matar judíos que significa tomarse limonadas; también se pueden degustar las distintas recetas y premiar la mejor de toda la hostelería leonesa. Además en el entierro de Genarín, un santo orujero, se sustituye la limonada por el orujo.
En Basauri (Vizcaya), lo preparan las cuadrillas para regalarlo, que sirven en porrón a todo aquel que se acerque por sus lonjas a cambio de la voluntad, durante las fiestas patronales de San Fausto alrededor del 13 de octubre.
En El Arenal (Ávila), lo preparan los jóvenes del pueblo en verano para beber a la vez que se lo tiran unos a otros, por medio de fumigadoras, botas de vino o incluso pistolas.
En Cuenca es una bebida que no puede faltar en su fiesta local «San Mateo», que conmemora la reconquista de la ciudad por el rey Alfonso VIII en el año 1177, celebrándose desde el día 18 de septiembre hasta el 21 de este mismo mes.
En Villarrobledo (Albacete), tiene la particularidad de hacerse con vino blanco y denominarse en femenino: «Hagamos una zurra para la fiesta». Bebida popular en desuso que se hacía por lo general en un lebrillo para celebrar alguna fiesta; la base era vino blanco, agua, azúcar y pequeños trozos de frutas (plátano, melocotón, manzana...)
En Requena (Valencia), la zurra es la bebida que da nombre a un evento que se celebra la noche del último martes de agosto, durante las fiestas de la vendimia. Después de salir de un encierro de vaquillas, se reparte entre los asistentes al recorrido nocturno por la ciudad, que los vecinos se encargan de remojar lanzando agua desde los balcones.
En San Pedro Manrique (Soria) después del singular y mágico acontecimiento del paso del fuego la noche de San Juan, las peñas del pueblo ofrecen zurracapote a todos los vecinos y visitantes.